# Microgaster albomarginata
Microgaster albomarginata är en stekelart som beskrevs av Josef Fahringer 1935. Microgaster albomarginata ingår i släktet Microgaster och familjen bracksteklar. Inga underarter finns listade i Catalogue of Life.